# Eucosma caliacrana
Eucosma caliacrana is een vlinder uit de familie bladrollers (Tortricidae). De wetenschappelijke naam is voor het eerst geldig gepubliceerd in 1931 door Caradja.
De soort komt voor in Europa.